# PowerPC 970

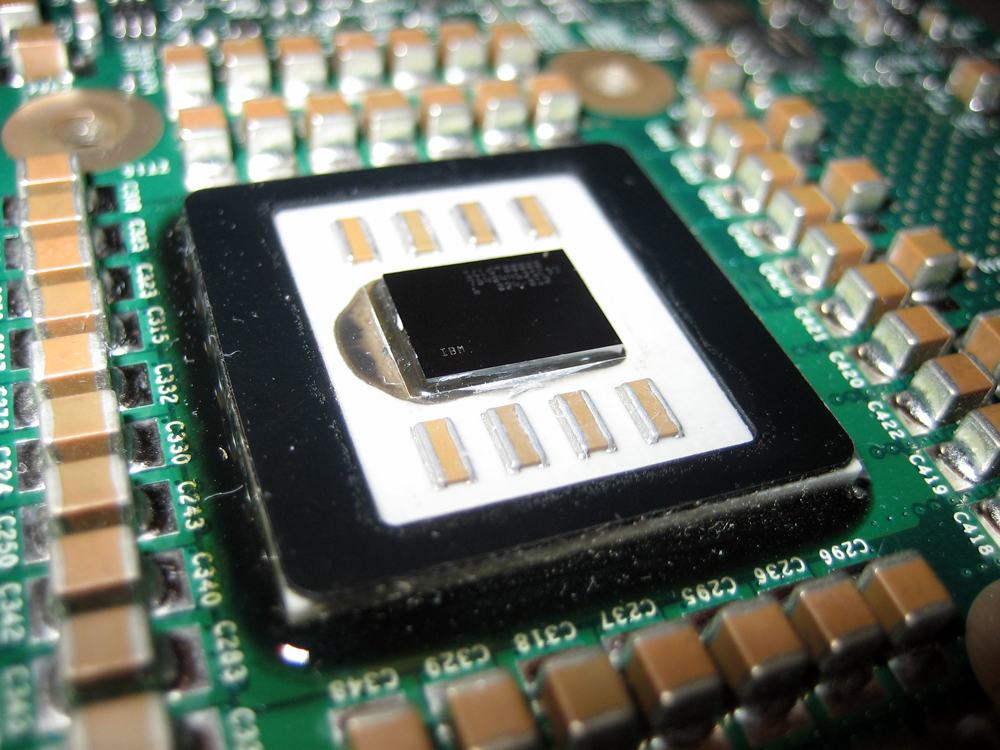
PowerPC 970FX

PowerPC 970 — останній процесор серії PowerPC, він був використаний в комп'ютерах серії Apple Macintosh. IBM не змогла надати Apple мобільну версію цього процесора. Тому в ноутбуках компанії Apple використовувалися старі чипи — PowerPC G4. Для того, щоб не відстати від конкурентів, Apple в 2005 році оголосила про перехід на процесори Intel.[джерело?]

## Процесори
Запущений у виробництво у 2002 році, PowerPC 970 був виготовлений по 130 нм техпроцесу та працював на частотах від 1,4 до 1,8 ГГц. Містив 58 мільйонів транзисторів. Процесор, який працює на частоті 2 ГГц, був випущений у 2003 році.
PowerPC 970FX, вийшов у 2003 році, та мали частоту від 1,6 до 2,7 ГГц. Вони були виконані по 90 нм техпроцесу, що дозволило зменшити тепловиділення в порівнянні з PowerPC 970. Мали 512 Кб кеш-пам'яті другого рівня.
PowerPC 970GX мав 1 Мб кеш-пам'яті другого рівня.
PowerPC 970MP, вийшов у 2005 році, — двоядерний процесор, мав частоту від 2 ГГц до 2,5 ГГц. Спочатку вироблявся по 90 нм, а наприкінці — по 65 нм техпроцесу. Цим процесором оснащувалися останні Power Mac G5.
IBM проголосила PowerPC 970MP кодовою назвою «Antares» 7 липня 2005 року на форумі Power Everywhere в Токіо. 970MP є двоядерною похідною від 970FX з тактовою частотою від 1,2 і 2,5 ГГц та максимальною споживною потужністю 75 Вт при частоті 1,8 ГГц та 100 Вт при частоті 2,0 ГГц. Кожне ядро має 1 Мб кеш-пам'яті другого рівня, що вдвічі більше, ніж у 970FX. Як і 970FX, цей чип був зроблений за технологічним процесом 90 нм. Коли одне з ядер не діє, воно входить у стан «сну» і вимикається. 970MP також включає розділи та функції віртуалізації.
PowerPC 970MP змінив PowerPC 970FX у дорогих комп'ютерах Power Mac G5, у той час як у G5 iMAC та PCI-X Power Mac G5 продовжує використовуватися процесор PowerPC 970FX. PowerPC 970MP використовується у серверних блейд-модулях JS21 від IBM, а також у робочих станціях IBM IntelliStation POWER 185 та YDL Powerstation.
Через високу споживану потужність IBM припинила випуск процесорів, які працюють на частотах вище 2,0 ГГц.

## Характеристики
| Частота процесора               | 2 ГГц — 2,5 ГГц |
| Кількість ядер                  | 2 Ядра          |
| Кількість потоків               | 4 Потока        |
| L1-кеш команд                   | 64 Кб           |
| L1-кеш даних                    | 32 Кб           |
| Об'єм кеш-пам'яті другого рівня | 1024 Кб         |
| Техпроцес                       | 90 нм — 65нм    |

## Північний міст
Є два основні північні мости для комп'ютерів з процесором PowerPC 970, вироблені IBM:
- CPC925 — дизайн Apple U3 або U3H (з підтримкою ECC -пам'яті). Він здатний підтримувати до двох PowerPC 970 або PowerPC 970FX і має дві односпрямовані шини по 550 МГц, 400 МГц контролер DDR-пам'яті, x8 AGP та 400 МГц 16-бітний HyperTransport тунель. Виготовлений за техпроцесом 130 нм. Крім того, була випущена версія U3Lite північного мосту для G5 PowerBook, який так і не вийшов на ринок.
- CPC945 — дизайн IBM U4. Він здатний підтримувати два PowerPC 970MP і має дві 625 МГц однонаправлені шини процесора, два контролери пам'яті, які підтримують до 64 ГБ 533 МГц DDR2 SDRAM з можливістю ECC і має x16 PCIe та 16-бітну шину HyperTransport 800. Виготовлено по 90 нм техпроцесу.
- Розроблявся міст CPC965. Намічений до випуску 2007 року, він мав бути однопроцесорним. Його характеристиками були контролер 533 МГц DDR2, що підтримує до 8 Гб ECC пам'яті, PCIe 8x шина, вбудовані чотири порти Gigabit Ethernet з IPv4 TCP / UDP offloading, USB -порти 2.0, Flash-interface. Північний міст повинен був містити інтегроване ядро PowerPC 405 для забезпечення управління системою і можливості конфігурації.

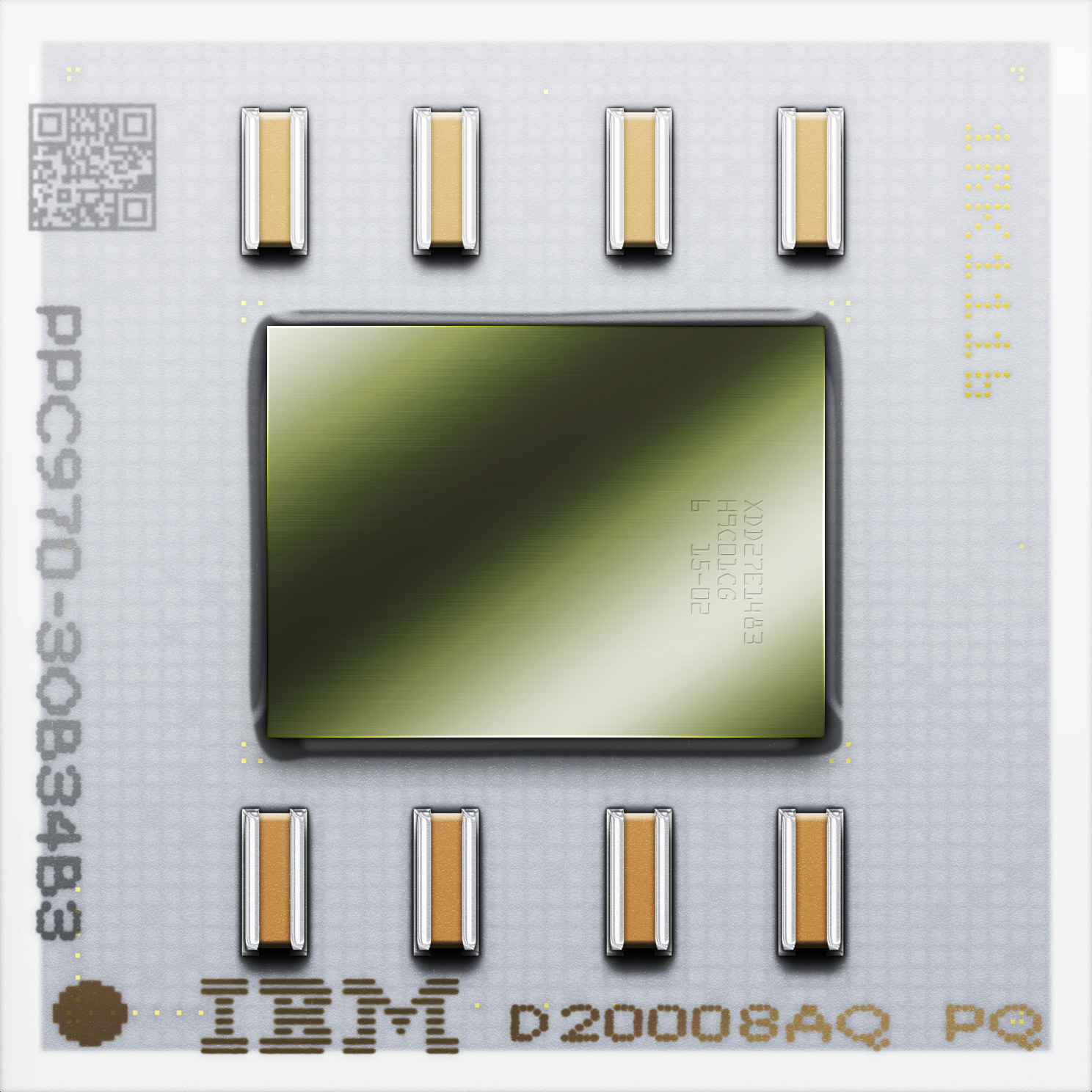
Перша версія PowerPC 970, розроблена по 130 нм техпроцесу, дата виробництва - 20 тиждень 2003 року.
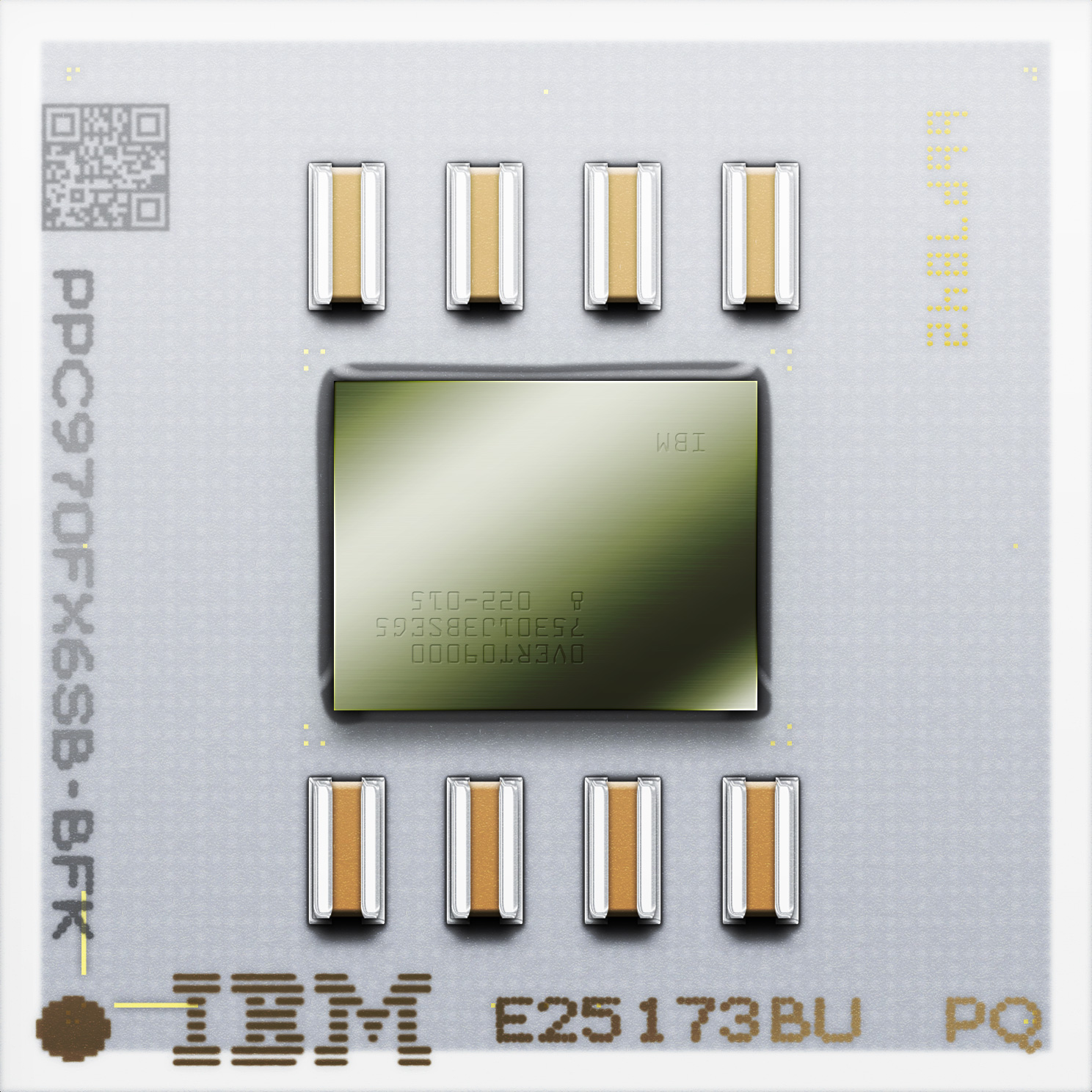
Менший за розмірами матриці PowerPC 970FX, розроблений по 90 нм техпроцесу, дата виробництва - 25 тиждень 2004 року[1].
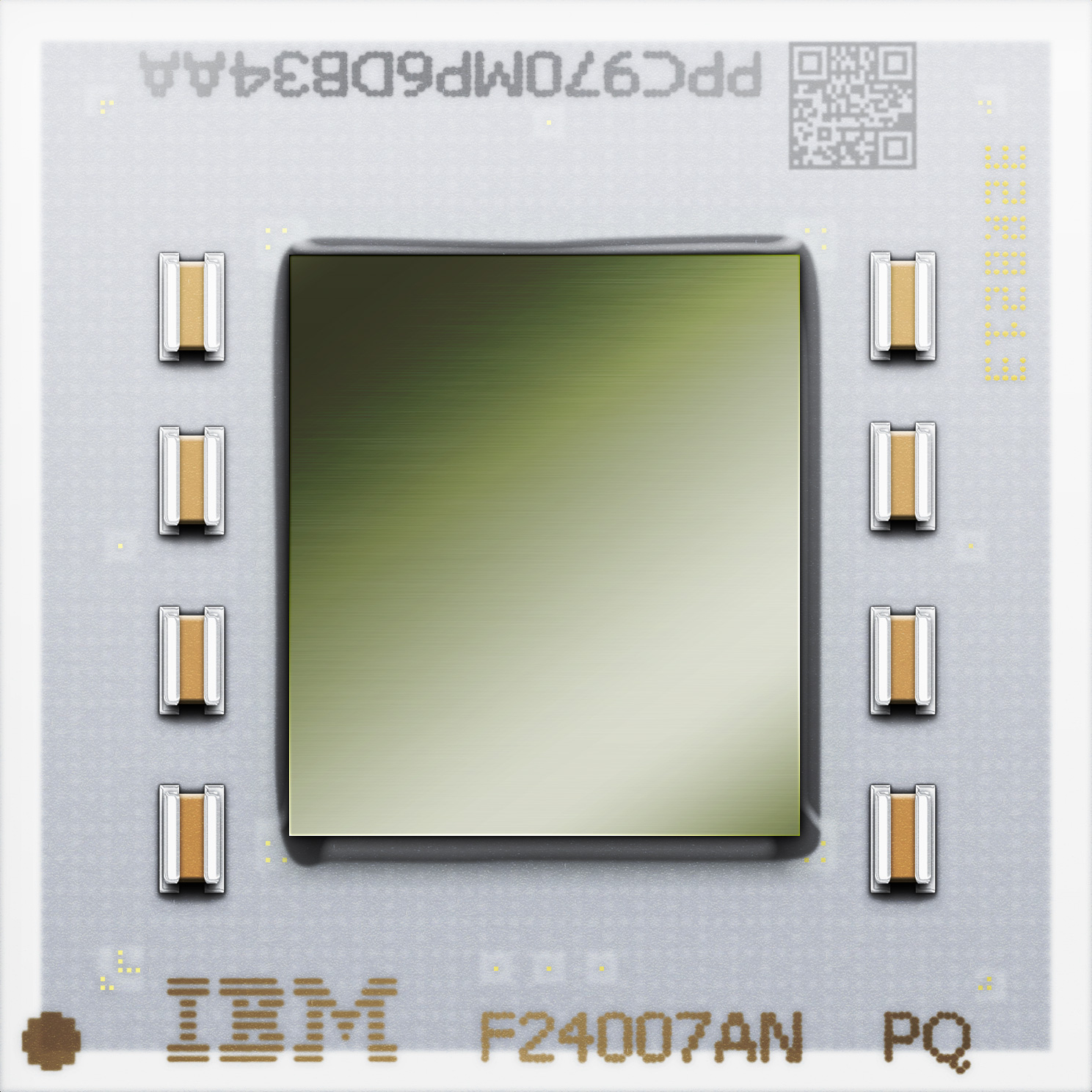
PowerPC 970MP з двома ядрами та подвоєним розміром кеша L2 на кожне ядро, через що він виглядає більше, ніж 970FX. Дата виробництва — 24 тиждень 2005 року[1].
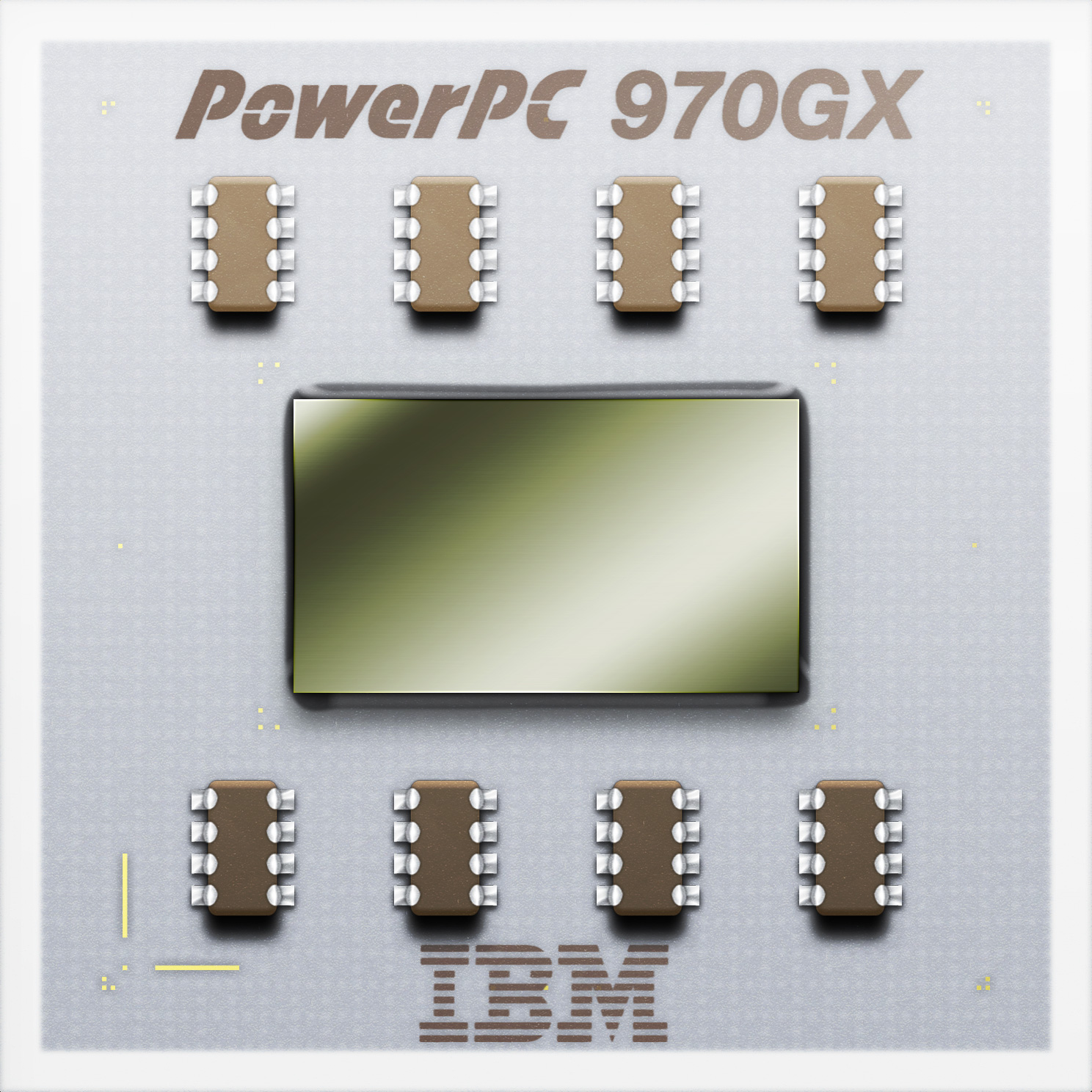
PowerPC 970GX, що є одноядерною версією 970MP.